# 池ヶ谷務
池ヶ谷 務（いけがや つとむ、1946年 - ）は、日本の彫刻家である。静岡県生まれ。

## 経歴
- 1973年 桑沢デザイン研究所インテリア住宅科卒業
- 1978年 金沢美術工芸大学彫刻科卒業

## コンペティション
- 1982年 - 第2回高村光太郎大賞展
- 1987年 - 第7回現代美術今立紙展
- 1989年 - 第6回ヘンリームーア大賞展
- 1993年 - 第1回フジサンケイビエンナーレ現代国際彫刻展
- 1997年 - 洞爺村国際彫刻ビエンナーレ

## 個展
- 1986年 - 王子ペーパーギャラリー (銀座）
- 1987年 - 小野ギャラリー（銀座）
- 1988年 - 西瓜糖・ギャラリーNWハウス（早稲田）
- 1990年 - 藍画廊（京橋）
- 1991年 - 藍画廊（京橋）
- 1992年 - 藍画廊（京橋）
- 1994年 - 松明堂ホール（鷹の台）
- 2000年 - 藍画廊（京橋）
- 2004年 - ギャラリー街角（国立）
- 2005年 - 天王洲アイル・アートホール（天王洲アイル）
- 2013年 - 遊工房アートスペース（杉並）
- 2014年 - 静岡市クリエーター支援センター（静岡）
- 2016年 - エマギャラリー（藤枝）

## 公共作品
- 1982年 - 箱根彫刻の森美術館（皮膚の人）
- 1984年 - さいたま市日進中学校（生について）
- 1989年 - 美ヶ原高原美術館（囲われた空気）
- 1990年 - 木祖村藪原駅前（集まる光）
- 1993年 - 美ヶ原高原美術館（浸透する空気）
- 2002年 - マンションアトラス葛西（風の物語）
- 2007年 - エルミ鴻巣ファーストレジデンス（森のことば）